# بورژوویل
بورژوویل (به فرانسوی: Bourgeauville) یک کمون در فرانسه است که در canton of Dozulé واقع شده‌است. بورژوویل ۶٫۱۵ کیلومتر مربع مساحت دارد ۱۲۰ متر بالاتر از سطح دریا واقع شده‌است.